# 益力多
益力多（日语： yakuruto）是一種乳酸菌乳飲品，因日本京都大學醫學部微生物學教授代田稔於1930年成功培養出有益人體腸道健康的乳酸菌，其後以其名字命名為「代田菌」，並於1935年開始生產及銷售益力多產品。「Yakult」這個名稱取自世界語的，意即優格。
益力多飲品由日本「養樂多本社」及其世界各地的分厂生產，養樂多本社同時擁有日本職業棒球的東京養樂多燕子棒球隊。

## 歷史

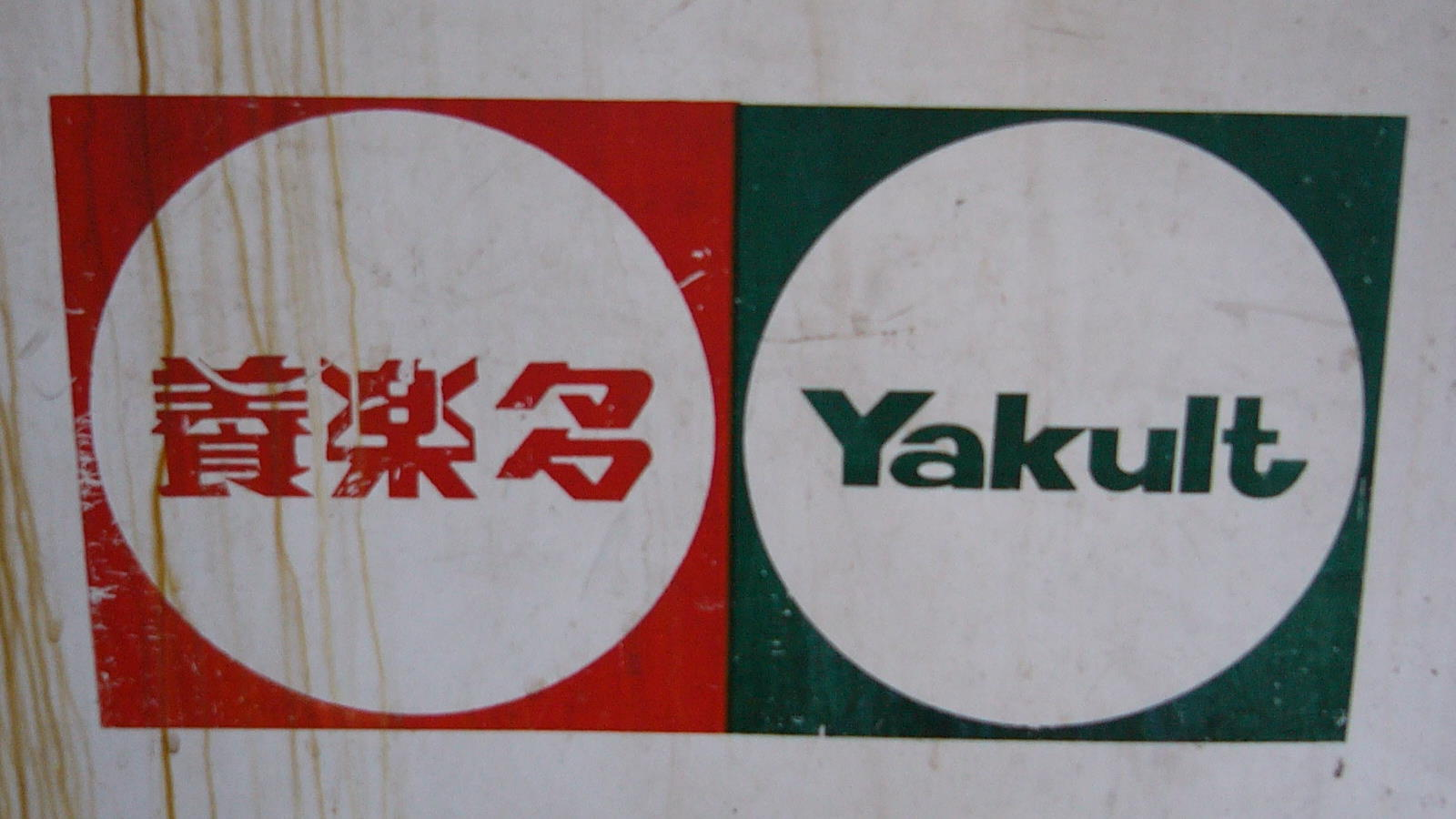
台灣養樂多的大同公司冷凍櫃機身側面的1990年代商標

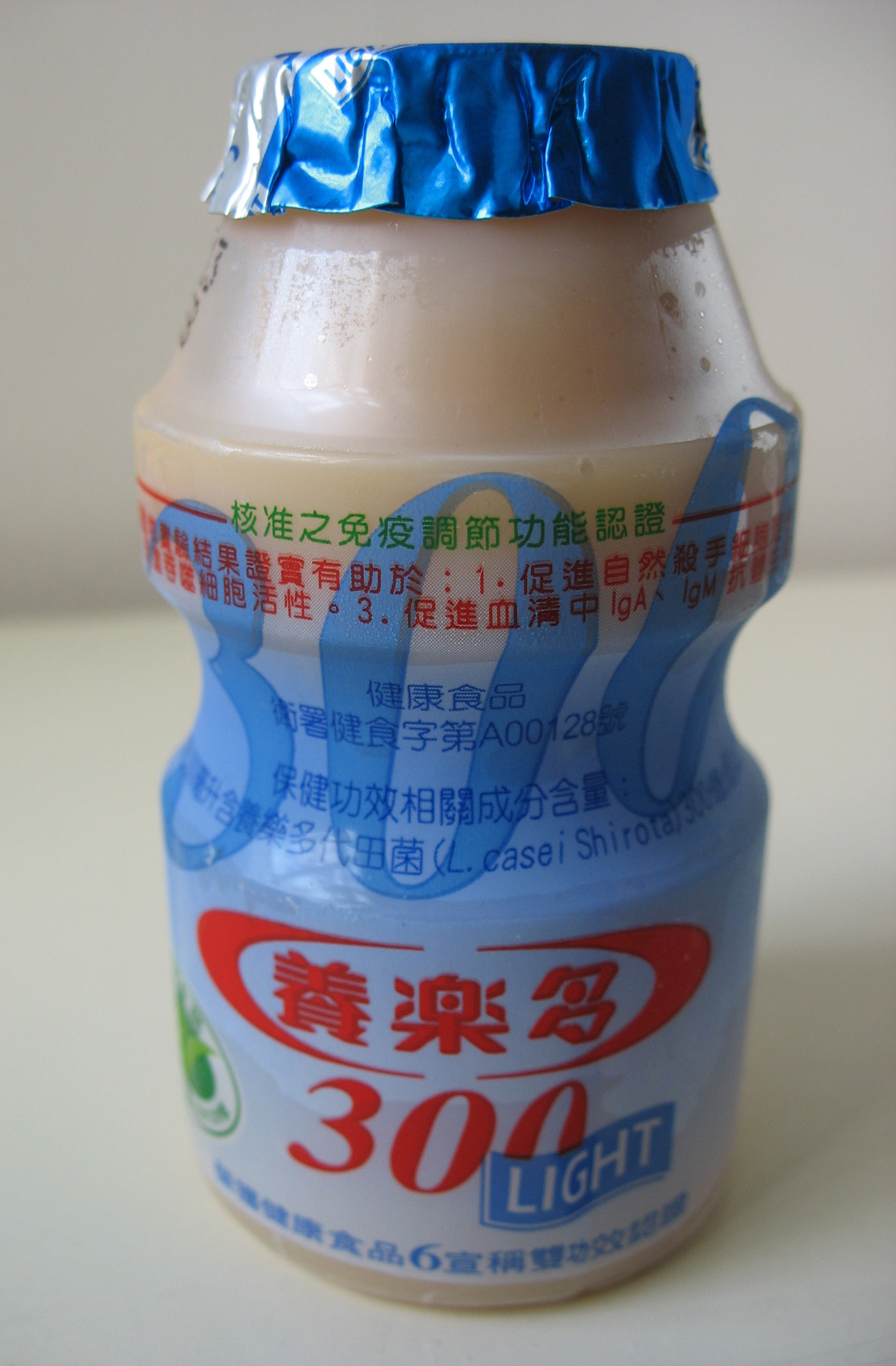
台灣養樂多 300 LIGHT

1935年，益力多開始在日本生產及銷售。1962年，日本「關東養樂多株式會社」與養樂多公司合作籌劃「國際酵母乳業股份有限公司」，於台灣販售益力多，為益力多本社第一個海外關係企業；1966年7月，國際酵母乳業改名「養樂多股份有限公司」。
1968年，於巴西開始銷售益力多，並改用全新塑膠瓶裝生產。1969年，於香港成立第三間海外分公司「香港益力多乳品有限公司」。
其後在世界各地相繼販售益力多，如台灣（1964年）、韓國（1971年）、泰國（1971年）、菲律賓（1978年）、新加坡以及汶萊（1978年）、印尼（1980年）、英國（1996年）、馬來西亞（2004年）、廣州（2001年）、上海（2004年）、北京（2006年）和全中國大陸，印度（2005年）及越南（2006年）。
在包裝方面，起初的益力多是以玻璃瓶包裝。直到70年代起，為了因應產品的衛生安全以及配合現代化的生產流程，開始推出現時所用的PS（聚苯乙烯）塑膠瓶裝。
不同地區生產的益力多，大小容量各有不同，以澳洲、歐洲、印度、印尼及越南生產的益力多為例，每瓶為65毫升；美洲、日本、菲律賓及南韓生產的益力多每瓶為80毫升；泰國、新加坡以及大中華地區生產的益力多則為每瓶100毫升。
台灣生產的養樂多，除了有養樂多，更有「300」及「300 LIGHT」，表示每瓶含有300億個以上活性乳酸菌，LIGHT表示低糖分，原產地日本的養樂多目前有多達400億個活性乳酸菌的特有商品。而香港方面於2010年5月開始從台灣引進「養樂多LIGHT」，並於2011年5月開始推出低糖及高纖的「益力多LT」，產品於新改良的配方中加入五克膳食纖維，同時減少含糖份量到五克以下。新產品以綠色包裝，與原味紅色作區別。
2019年10月，益力多1000上市，是有史以来密度最高的益力多，每瓶有1000亿株菌。
2023年1月，益力多10支家庭裝上市

### 生產
- 中国：由廣州益力多乳品有限公司、无锡养乐多乳品有限公司及天津养乐多乳品有限公司生产。2024年12月6日，益力多本社宣布关停上海工厂（上海益力多乳品有限公司）[4]。
- 香港、 澳門：由香港益力多乳品有限公司生產。
- 臺灣：由養樂多股份有限公司、養樂食品股份有限公司生产。
- 新加坡：由新加坡益多公司（Yakult (Singapore) Pte Ltd）生產。
- 马来西亚：由森美兰益力多乳品有限公司（Yakult Malaysia Factory Seremban）及马来西亚益力多乳品有限公司（Yakult (Malaysia) Sdn. Bhd.）生产。

## 成份

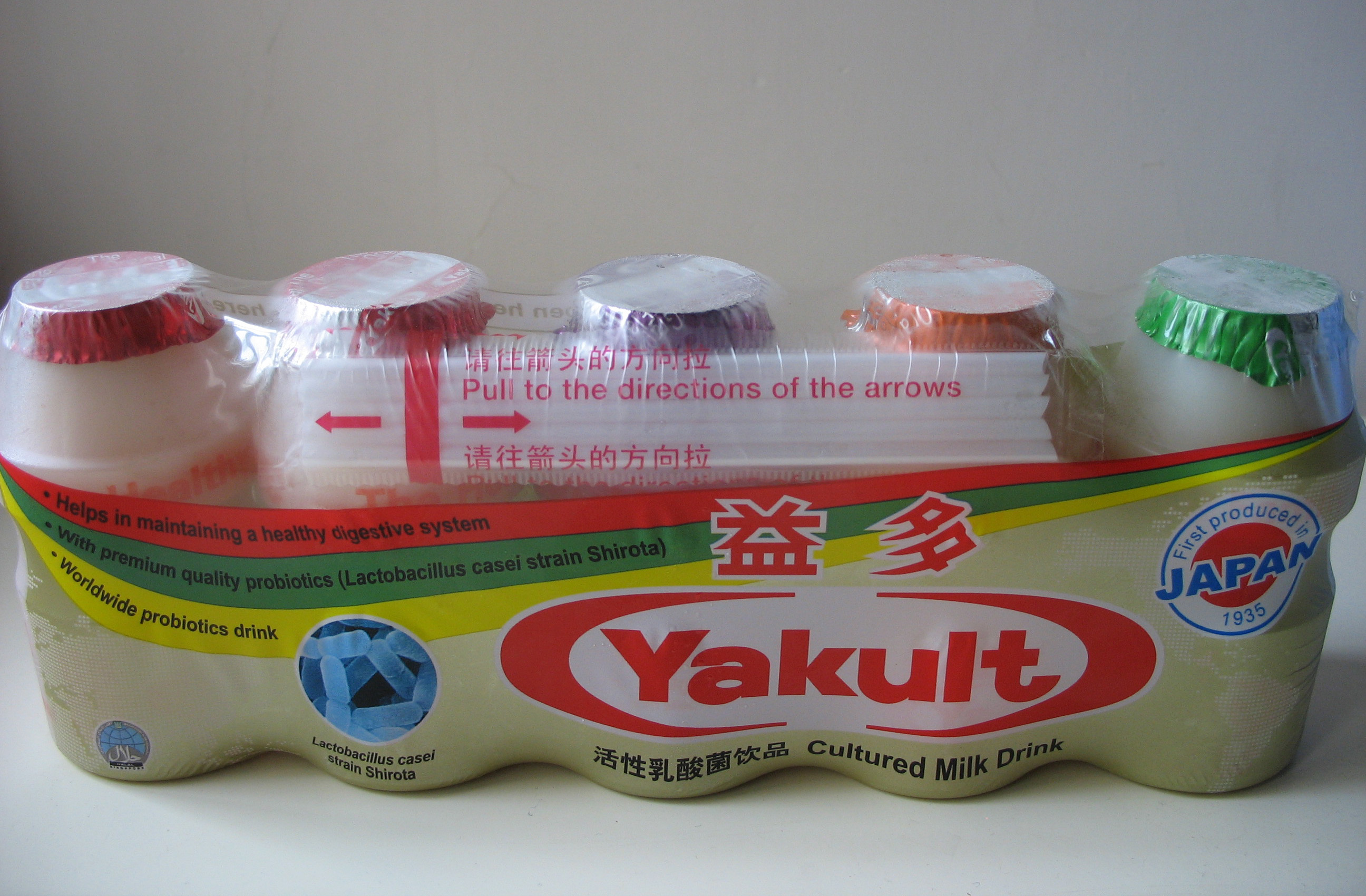
新加坡四種不同口味的益多

根据香港益力多工厂公布的信息，標準的益力多成分如下：水、砂糖、脫脂奶粉、葡萄糖、調味劑、活性乳酸菌。

## 相关事记

### 日本Yakult控告Yakudo養樂多
2002年底，日本益力多總公司「養樂多本社」连同台湾及香港子公司控告在香港成立的「養樂多集團控股有限公司（Yakudo Group Holdings Limited）」及股东李道光（其亦为台湾养乐多分公司股东）盗用养乐多商标，法庭最終判决侵犯商标及伪冒成立。

### 致癌謠言
網絡上曾經謠傳：養樂多和香腸一起食用，香腸內的亞硝酸鹽會轉變成致癌物質亞硝胺，而有致癌的疑慮。但根據台灣養樂多官方網站表示：「這是多年的謠傳，日本養樂多中央研究所指出，養樂多菌並沒有會使亞硝酸鹽變成亞硝胺的活性物，亦不會產生任何與癌有關致癌物。」

### 含糖份量
香港消費者委員會曾在2009年對益力多進行調查，並發現一瓶100毫升裝的益力多含糖量達16克，相等於三粒方糖的份量，批評益力多含糖量高，並提醒消費者每天應以一瓶為限。及後，益力多香港有限公司從台灣引進「益力多LIGHT」，標籤聲稱較原味糖分含量少40%。

### 虚假宣传
养乐多在中国大陆的广告中曾宣传“益生菌在新冠病毒防治中有重要作用”，并曲解《新型冠状病毒感染的肺炎诊疗方案》中有关肠道益生菌防治COVID-19功效的描述，暗示饮用养乐多就可以防治COVID-19，最终被上海市浦东新区市场监督管理局罚款45万元人民币。

## 外部連結
- 益力多（日本）（页面存档备份，存于）（日語）（英文）
  - 益力多（日本）的X（前Twitter）
  - YouTube上的益力多（日本）頻道
- （页面存档备份，存于）（繁體中文）
  - zh:益力多（香港）的Facebook專頁
  - YouTube上的益力多（香港）頻道
- （页面存档备份，存于）（繁體中文）
  - 養樂多媽咪健康生活讚. Yakult Life （台灣）的Facebook專頁
- （页面存档备份，存于）（简体中文）
- （页面存档备份，存于）（简体中文）